# Sekretaza amiloidnog prekurzornog proteina
Sekretaze su enzimi odsecaju delove dužih proteina koji su ugraženi u ćelijksu membranu.
Pored niza drugih uloga u ćeliji, sekretaze deluju na amiloidni prekursorni protein (APP) i dele protein u tri fragmenta. Naknadnim presecanjima posredstvom β-sekretaze (BACE) i γ-sekretaze proizvodi se amiloid-β peptidni fragment koji formira agregate zvane "plakovi" u mozgu obolelih od Alzheimerove bolesti. Ako prvo α-sekretaza deluje na APP umesto BACE, ne formira se amiloid-β, pošto α-sekretaza prepoznaje ciljnu proteinsku sekvencu koja je bliža ćelijskoj površini od BACE. Nepatogeni srednji fragment formiran α/γ presecanjem se naziva P3.

## Struktura
Struktura tri sekretaze je veoma različita.
- Gen α-sekretaze nije nedvosmisleno identifikovan, ali se smatra da je ovaj enzim metaloproteinaza.
- BACE je transmembranski protein sa ekstracelularnim domenom aspartilne proteaza .
- γ-sekretaze je zapravo proteinski kompleks koji se sastoji od presenilina, nikastrina, APH-1 i PEN-2. Presenilin sadrži proteazni domen i to je važan primer neuobičajenog tipa proteaze kaja preseca mete unutar ćelijske membrane.

## Funkcija
Pored njihovog učešća u patogenezi Alzheimerove bolesti, ovi proteini isto tako imaju druge funkcionalne uloge u ćeliji.
γ-sekretaze igraju kritičnu ulogu u signalizaciji razvića posredstvom transmembranskog receptora Notch, tako što oslobađaju citoplazmatični rep receptora, koji se zatim prenosi u jedro gde deluje kao transkripcioni faktor.
Mada BACE preseca ekstracelularne domene nekoliko transmembranskih proteina, njena fiziološka funkcija nije poznata.

## Spoljašnje veze
- Secretase на 